# هستیا
هِستیا (به یونانی: Ἑστία) در اساطیر یونانی، ایزدبانوی باکرهٔ خانه و کانون خانواده، آتشدان و معماری بود. او نخستین فرزند کرونوس و رئا به‌شمار می‌رفت و هم‌چنین او بزرگ‌ترین خواهر زئوس بود. در تمام مراسم خانوادگی قربانی‌ای برای او انجام می‌شد. 
هستیا یکی از سه الههٔ بزرگ نسل اول المپ نشینان (هرا، دمتر و هستیا) بود که در کنار برادرانش زئوس، پوزئیدون و هادس فرزندان کرونوس و رئا بودند. او به عنوان الههٔ اجاق خانواده مسئول پخت‌وپز نان و آماده‌سازی غذا برای خانواده را بر عهده داشت.
او در اصل یکی از دوازده ایزد المپ‌نشین بود و هیچ تاج و تختی نداشت، اما جای خود را به هفائستوس (در روایاتی دیونیسوس) داد تا به مراقبت از آتش مقدس اجاق المپ بپردازد. هِستیا مهربانترین ایزدبانو در میان المپ نشینان است. او قابل قیاس با وستا در اساطیر روم باستان است.
در روایتی آمده که او چنان برای برقراری رابطه از سوی پوزئیدون و آپولون تحت فشار قرار گرفت که به سر زئوس قسم یاد کرد بکارتش را تا ابد حفظ کند. در یکی از روزها، نزدیک بود توسط ایزد صغیر حاصلخیزی پریاپوس مورد تجاوز قرار گیرد، اما توسط خری نجات پیدا کرد. 
وی زمانی که می‌خواست با هستیا در حال خواب بیامیزد، صدای خر باعث از بین رفتن نعوظ آلتش و همچنین بیدار شدن هستیا و فرار او شد.
هستیا از سوی عموم مردم پرستش نمی‌شد و این به سبب فقدان معابد و زیارتگاه‌های مرتبط با او بود. او بر روی تصاویر گلدان‌های آتنی به شکل زنی فروتن و محجبه که برخی مواقع شاخه گلی نیز بر دست داشت به تصویر کشیده می‌شد.

## تولد و خانواده
اولین دختر کرنوس که قبل از زئوس جهان را اداره می‌کرد پس او جزو اولین خدایان اولمپیا بود و مادرش رئا هم چنین خواهر دمتر، هرا، هادس، پوزئیدون و زئوس بود که هنگام تولد توسط پدر بلعیده شدند زیرا کرنوس از نفرین اورانوس و گایا به شدت وحشت داشت و طبق گفتهٔ هاتف غیبی توسط یکی از فرزندانش خلع و از آسمان بیرون می‌شود و بعدها رئا به کمک زئوس تنها فرزندی که با حیلهٔ مادر توسط کرنوس بلع نشد معجونی به کرنوس می‌دهند که فرزندان خود را قی کرد و هستیا اولین فرزندی بود که توسط پدر قی شد.

## اسطوره‌شناسی

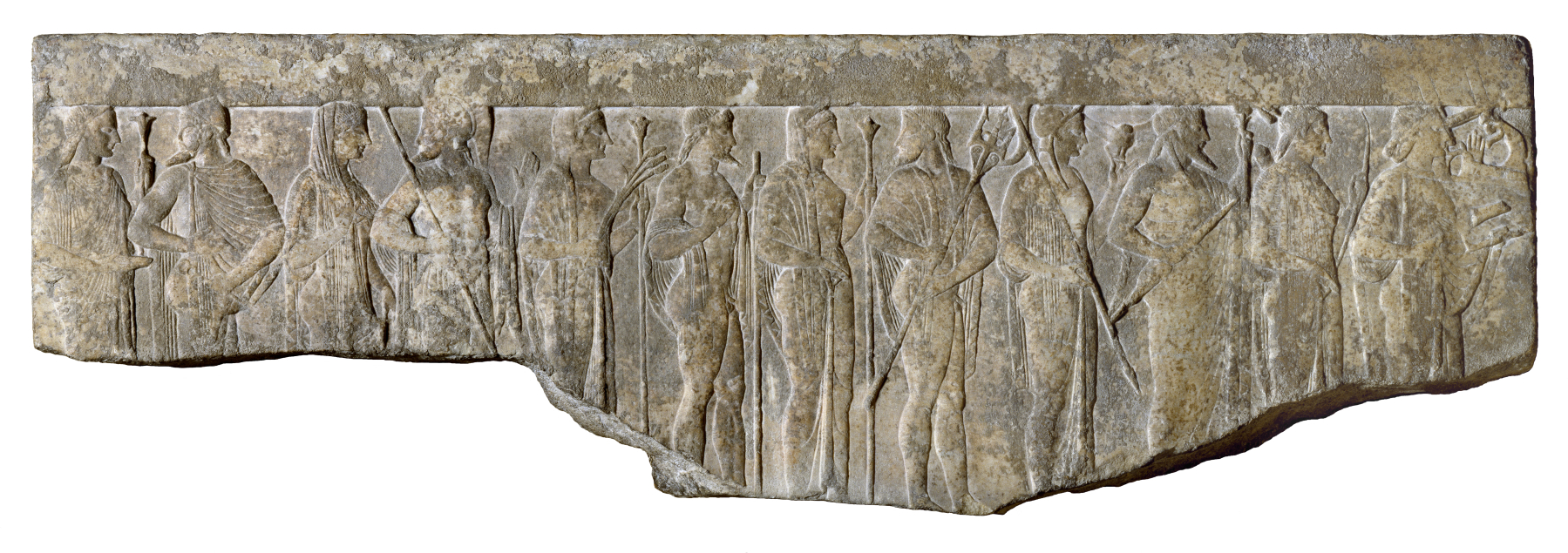
چهره های از چپ به راست عبارتند از: هستیا (الهه آتشگاه)، با عصا. هرمس (پیام‌آور خدایان)، با کلاه و عصا. آفرودیت (الهه عشق و زیبایی)، با حجاب. آرس (خدای جنگ)، با کلاه و نیزه؛ دمتر (الهه کشاورزی)، با عصا و برگ گندم. هفائستوس (خدای آتش و فلزکاری)، با عصا. هرا (ملکه خدایان)، با عصا. پوزئیدون (خدای دریا)، با سه گانه؛ آتنا (الهه خرد و هنر)، با جغد و کلاه ایمنی. زئوس (پادشاه خدایان)، با صاعقه و عصا. آرتمیس (الهه شکار و ماه)، با کمان و تیرک. و آپولو (خدای خورشید)، با «کیتارا».

در زمانی که تهیهٔ آتش مشکل بود اهمیت زیادی در خانه می‌یافت و به همین دلیل او را با وستا در روم باستان یکی می‌انگارند، ایزد بانوی آتش و پاکی و حامی نانواها که کانون هر خانه شناخته می‌شد زیرا رومیان برخی از ایزدان خود را با خدایان یونانی منطبق کردند و به هر یک نام رومی مناسبی دادند.
ریشهٔ آیین هستیا روشن نیست ولی به نظر می‌رسد آخایی‌های مهاجم این کیش را به یونان آورده باشند اما ریشه باید در موکنای باشد زیرا او یک ایزدبانوی بدوی است که بسیاری از ویژگی‌های بعد از ان را ندارد.
«پرستیدن این الهه جنبهٔ فردی و اسطوره اش خانوادگی بود» و در سدهٔ ۵ ق م دیونوسوس جایگاه اولومپیایی او را گرفت که نشان می‌دهد جامعهٔ ان روزگار کماکان رو به مرد سالاری می‌رفت.
مقر وی کاخ المپ بودولی گفته می‌شود که معبد واقعی او در جایی بود که آتش خانوادگی روشن نگاه داشته می‌شد. اودر میان شعله‌های آتش از خانواده‌ها و خانه‌ها پاسبانی می‌کرد او در میان اقوام ایرانی یونانی رومی جایگاه والایی داشت به این صورت که با ازدواج فرزند بخشی از این آتش خانوادگی به او داده می‌شد و در کانونی جدید روشن می‌شد پس این آتش هم نماد هستیا و هم مظهر بقای خانواده‌ها بود.
او الهه ای مورد احترام در میان تمام یونانیان بود و بنابراین در همه جا ستایش می‌شد او در معبد اپولون در شهر دلف اهمیت ویژه ای داشت زیرا اهالی یونان بر این باور بودند که دلف کانون عالم هستی است بنابراتشی که در این شهر برافروخته می‌شد کانون آتش همهٔ شهرهای یونان بودو علاوه بر این تمام معابدش دایره ای ساخته می‌شدند که آتش به صورت یکسان به همه جا برسد.
هستیا با هفائیستون که الههٔ آتش است شباهت دارد اما تفاوتی که میان آن دو وجود دارد این است که هفائیستون الههٔ هر نوع آتشی است اما هستیا تنها الههٔ آتشی است که موجب بقای خانواده‌ها می‌شود و آتش ویران‌کننده نیست.
دو مجسمه ای از به جا مانده که یکی توسط گلوکوس حجار یونانی ساخته شده و دیگری در شهر پاروس قرار دارد که با استفاده از این‌ها به سکون و آرامشی که در چهره اش دیده می‌شود پی می‌بریم و هم چنین لباس او بلند و پرچین بوده و تمام بدن او را پوشانده‌است و از این‌جا می‌توانیم بگوییم که او پاک‌ترین الههٔ یونانی بوده‌است.
با بدون توجه به درخواست آپولون و پوسیدون قسم خورد که باکره بماند و در این امر از حمایت زئوس برخوردار شد و او را در اولومپوس جای داد و بزرگترین ایزد بانوی آنجا شد. همچنین به‌طور مداوم قسمتی از قربانی‌های انجام شده به او داده می‌شد و او بر همهٔ این قربانی‌ها سرکشی می‌کرد بنابراین الههٔ قربانی هم محسوب می‌شد.